# Changamires
La dinastia dels Changamires fou una dinastia de reis que va governar el regne de Butua.
El poble dels rozwi es van instal·lar al començar el segle xvii a la zona de Butua, un territori dominat pels torwa, els quals tenien lligams amb els karanga (i amb els seus reis, els monomotapa que tenien també origen torwa). Els reis rozwis portaven el nom de Changamire que va passar a la dinastia. Inicialment els changamires van donar suport als karanga contra els portuguesos, però al final del segle xvii Changamire Dombo va atacar el regne del monomotapa; els dos exèrcits es van enfrontar el 1684 i el monomotapa Mukombe fou derrotat decisivament al sud de la seva capital. A la mort del monomotapa Mukombe el 1693 va esclatar una lluita per la successió; Changamire Dombo afavoria a un pretendent i els portuguesos un altre. Dombo va arrasar la ciutat de Dembarare, prop de la capital del monomotapa, i va matar als comerciants portuguesos i a tots els seus parents. El monomotapa va esdevenir un vassall del changamire de Butua. El 1695 Dombo va atacar el regne de Manica (Manika) i després va anar cap a l'est on va destruir la factoria portuguesa de Masikwesi el que li va garantir la completa producció d'or en el territori entre Butua i Manica substituint al monomotapa com a primer regne xona.
El rei vers el 1700 era Negamo. A començaments del segle xix era rei Gumboremvura; del 1828 al 1836 fou rei Chirisamhuru (II) Dhlembevu. El darrer rei efectiu fou Tohwechipi Changamire "Chibamubamu", que va fugir el 1857 i fou capturat el 1866 i el territori va passar a la Companyia Britànica de Sud-àfrica